# Кременский городской совет
Кременский городской совет (укр. Кремінська міська рада) — административно-территориальная единица Кременского района Луганской области Украины.

## Населённые пункты совета
- г. Кременная
- пос. Диброва
- пос. Житловка
- пос. Кузьмино
- пос. Старая Краснянка

## Адрес горсовета
92900, Луганська обл., Кремінський р-н, м. Кремінна, пр. Леніна, 13 (укр.)